# Coracina javensis
El oruguero de Java (Coracina javensis)  es una especie de ave paseriforme en la familia Campephagidae.

## Distribución y hábitat
Es una especie endémica de la isla de Java en Indonesia. Su hábitat natural son los bosques bajos húmedos subtropicales o tropicales.